# Franziska von Reitzenstein
Franziska von Reizenstein, född den 19 september 1834 på slottet Härdenstein i Schwaben, död den 4 juni 1896 i München, var en tysk romanförfattarinna, under pseudonymen Franz von Nemmersdorf. 
Hon skrev, utgående från allsidiga kunskaper, en rad historiska romaner, av vilka kan nämnas Unter den Ruinen: aus Roms Gegenwart (4 band, 1861), Doge und Papst (2 band, 1865) och Ein Ehestandsdrama in Venedig (4 band, 1876).